# رضاكار
كانت رضاكار(بالبنغالية: রাজাকার)‏, (بالأردوية: رضا کار)‏ قوة شبه عسكرية معادية لبنغلاديش نظمها الجيش الباكستاني في ذلك الوقت في باكستان الشرقية، التي تسمى الآن بنغلاديش، أثناء حرب تحرير بنغلاديش في عام 1971. منذ حرب عام 1971، أصبحت مصطلحًا تحقيريًا (يعني ضمنا خائن) في بنغلاديش بسبب الفظائع العديدة التي ارتكبها الرضاكار أثناء الحرب.